# Langoëlan
Langoëlan é uma comuna francesa na região administrativa da Bretanha, no departamento Morbihan. Estende-se por uma área de 22,58 km². Em 2010 a comuna tinha 386 habitantes (densidade: 17,1 hab./km²).